# Lucjan Ortyński
Lucjan Adam Ortyński, właśc. Lucjan Adam Eisenbach (ur. 1836 w Kiełczynie, zm. 1873 pod Sieradzem) – polski aktor teatralny, dyrektor teatrów prowincjonalnych.

## Kariera aktorska
Występował od przynajmniej 1858 pod pseudonimem Ortyński. Początkowo związany był z zespołem Antoniego Gubarzewskiego. W kolejnych latach współpracował z teatraem lwowskim oraz zespołami teatrów prowincjonalnych: Pawła Ratajewicza, Aleksandra Ładnowskiego, Konstantego Łobojki i Anastazego Trapszy i Feliksa Leona Stobińskiego. W sezonie 1864/1865 należał do zespołu Fryderyka Sellina w Łodzi. W 1865 r. zadebiutował jako aktor Warszawskich Teatrów Rządowych. W ostatnich latach życia występował ponownie w Łodzi oraz w Krakowie. Wystąpił w rolach: Narcyza (Pafnucy i Narcyz Édouarda Brisebarre’a), Botwella (Maria Stuart), Zbigniewa (Mazepa), Gustawa (Śluby panieńskie), Adolfa (Panna mężatka) i Księcia (Pan Geldhab).

## Zarządzanie zespołami teatralnymi
Około 1861 r. został kierownikiem artystycznym zespołu Konstantego Łobojki, pozostawiając mu początkowo sprawy administracyjne i tytuł dyrektora. W kolejnym roku objął kierownictwo zespołu i organizował przedstawienia w Złoczowie i Przemyślu. W 1863 prowadził stały teatr w Czerniowicach, jednak odstąpił od tego pomysłu z powodu trudności finansowych. Kolejną próbę organizacji własnego zespołu podjął w 1867 r. Po około dwóch latach zakończył działalność z powodu długów i podobno uciekł do Galicji. Mimo że zespoły teatralne Lucjana Ortyńskiego były efemeryczne i ograniczone trudnościami finansowymi, przyciągnęły do współpracy wybitnych artystów takich jak Helena Modrzejewska i Gustaw Zimajer.